# Ride (gruppo musicale)
I Ride sono un gruppo musicale britannico alternative rock formatosi nel 1988 a Oxford, attivo fino al 1996 e riunitosi nel 2014.
Composta da Andy Bell, Mark Gardener, Laurence Colbert e Steve Queralt, la band è riconosciuta come uno dei gruppi seminali dello shoegaze, un sottogenere rock alternativo venuto alla ribalta nel Regno Unito agli inizi degli anni '90.
I primi due album, Nowhere (1990) e Going Blank Again (1992), sono stati acclamati dalla critica come due dei più grandi dischi shoegaze di tutti i tempi. Il singolo principale di quest'ultimo disco, Leave Them All Behind, è stata la canzone di maggior successo commerciale della band, avendo raggiunto la posizione numero 9 nella classifica britannica dei singoli. L'album Going Blank Again e il suo seguito del 1994, Carnival of Light, raggiunsero la quinta posizione nella classifica degli album del Regno Unito.
I Ride si sciolsero nel 1996, prima dell'uscita del loro quarto album Tarantula, che ricevette recensioni negative. Bell si è poi unito agli Oasis nel 1999 come bassista. La band si è riunita nel 2014 per un nuovo tour e ha successivamente pubblicato gli album Weather Diaries (2017) e This Is Not a Safe Place (2019).

## Storia

### Origini e prime produzioni (1988-1993)
Il nucleo originale del gruppo nasce nel 1988 quando, i chitarristi Andy Bell e Mark Gardener, studenti universitari ad Oxford e con alcune esperienze in piccole band locali, nell'ottobre di quell'anno decisero di trasferirsi a Banbury per frequentare una scuola di arte e design. Lì incontrarono il bassista Laurence Colbert e il batterista Steve Queralt, quest'ultimo reclutato in un negozio di dischi locale dove lavorava (anche se Bell e Queralt avevano già suonato insieme in uno sconosciuto gruppo reggae/pop chiamato Big Spiderback).
Dopo aver considerato vari nomi, la band optò per Ride, scelto per l'evocazione del concetto di viaggio, e per l'omonimo piatto ride. La band si formò ufficialmente nell'estate del 1988 esibendosi per la prima volta live al College's Christmas Party, verso la fine dell'anno. Mentre era ancora a Banbury, la band produsse un suo primo demo tape, registrato nella camera da letto di Queralt, che includeva i brani Chelsea Girl e Drive Blind. Jim Reid, leader dei Jesus and Mary Chain, entrò in possesso di una copia del demo suscitando l'interesse dell'ex manager dei Mary Chain, Alan McGee.
Nel 1989 il gruppo venne messo sotto contratto dallo stesso Alan McGee, allora a capo della Creation Records, dopo un'esibizione live a supporto dei Soup Dragons, tenutasi a Sheffield.
Tra gennaio e settembre del 1990 i Ride pubblicarono tre EP. Il primo, l'omonimo Ride, rimase nelle classifiche dei singoli del Regno Unito per quattro settimane e fu la prima uscita dell'etichetta Creation Records ad entrare nella Top 75 del Regno Unito. L'EP Ride, assieme al successivo Play, vennero pubblicati come mini-album dal titolo Smile, uscito per il mercato statunitense nel luglio 1990 (e successivamente pubblicati anche nel Regno Unito nel 1992). Il terzo EP Fall viene seguito quasi immediatamente dal primo album, Nowhere, pubblicato nell'ottobre del 1990 e comprendente anche le tracce presenti in Fall. L'album fu un successo di critica e commerciale, raggiungendo la posizione numero 11 nel Regno Unito. La richiesta di nuovo materiale portò la band a registrare un nuovo EP, Today Forever, pubblicato nel marzo del 1991, che segnò un cambio di direzione per il gruppo, lontano dallo stile più rumoroso dei primi tempi. In quello stesso anno i Ride fecero il loro primo tour internazionale con tappe in Giappone, Australia e Francia.
Nel febbraio del 1992 la band entrò nella top 10 del Regno Unito con il brano Leave Them All Behind, singolo che anticipò, il mese successivo, l'uscita del loro secondo album, Going Blank Again. Prodotto da Alan Moulder, il disco raggiunse il quinto posto nella Official Albums Chart Il secondo singolo estratto dall'album, intitolato Twisterella, deluse però le aspettative e raggiunse a malapena la top 40, portando la Creation alla decisione di interrompere la promozione dell'album stesso. I Ride si imbarcarono quindi in uno sfortunato tour americano che contribuì solo ad aumentare le tensioni all'interno della band.

### Cambio di direzione musicale (1994-1995)
L'album successivo, Carnival of Light, fu pubblicato nel giugno del 1994 e prodotto da John Leckie, con la collaborazione di Nigel Godrich (futuro produttore dei Radiohead). Diviso a metà, tra i brani scritti da Gardener (lato A) e quelli di Bell (lato B), l'album vede mutare anche l'approccio della band alla creazione delle canzoni stesse: mentre il materiale precedente era stato per lo più sviluppato dalla band in jam session come gruppo, per Carnival of Light sia Gardener che Bell arrivavano in studio con le loro canzoni più o meno completamente sviluppate. Andy Bell si rifiutò di lasciare che le sue canzoni fossero intervallate da brani scritti da Gardener: il primo con brani più di stampo indie pop, il secondo orientato verso un sound più spiccatamente folk e psichedelico. Alla fine del 1994 la band stessa espresse giudizi critici nei confronti dell'album, chiamandolo Carnival of Shite.

### Ultime produzioni e scioglimento (1995-1996)
Nel 1995 avvenne lo scioglimento della band durante la registrazione del quarto album. Gardener e Bell avevano portato il gruppo lontano dalle radici shoegaze per aprirla alla contemporaneità: Gardener si interessò alla musica dance e voleva che i Ride la incorporassero nel loro stile, mentre Bell non era d'accordo. Gardener lasciò il gruppo durante le sessioni di missaggio dell'album e la band annunciò lo scioglimento poco prima l'uscita del nuovo disco, nel marzo del 1996. L'album, dal titolo Tarantula, venne pubblicato e rimase in vendita per una settimana prima di essere ritirato. Bell è autore della maggior parte delle canzoni, mentre Gardener solo di una.
Dopo lo scioglimento Bell e Gardener espressero giudizi pacati sulla separazione del gruppo, con Bell in particolare che ammise la propria colpa riguardo alla fine della band.

### Il post-Ride (1997-2013)
Dopo lo scioglimento Andy Bell formò una nuova band chiamata Hurricane No. 1, producendo due album. Il progetto fu definitivamente messo in archivio quando gli fu chiesto di suonare il basso per gli Oasis, alla cui storia contribuì in modo significativo, scrivendo diversi brani per gli ultimi tre album della band. Quando gli Oasis si sciolsero Bell continuò la collaborazione con Liam Gallagher e Gem Archer in un nuovo gruppo, i Beady Eye, fondati ufficialmente nel maggio 2010.
Mark Gardener e Laurence Colbert si unirono a Sam Williams per formare gli Animalhouse. La band, tuttavia, ebbe vita breve e si sciolse nel 2002. Gardener intraprese quindi una sua carriera da solista, pubblicando nel 2005 un album intitolato These Beautiful Ghosts.
Laurence Colbert ricominciò a suonare in una band come cantante e chitarrista e suonò, parallelamente, la batteria in vari gruppi e progetti, tra cui i Jesus & Mary Chain, i Supergrass e con Damo Suzuki dei Can. Steve Queralt sembrò, invece, ritirarsi definitivamente dal circuito della musica professionale.
I Ride si riunirono nel 2001 in occasione di un'esibizione televisiva, da cui nacque un EP a tiratura limitata, intitolato Coming Up For Air e pubblicato nel 2002.

### Reunion e nuovi album (2014-presente)
Nel novembre del 2014 Andy Bell, dopo lo scioglimento dei Beady Eye, annunciò che i Ride si sarebbero riformati e avrebbero intrapreso un tour mondiale per l'anno successivo.
Il 10 e il 17 aprile 2015 i Ride si esibirono al Festival di Coachella e, nei mesi seguenti, in altri festival nordamericani ed europei, quali Primavera Sound Festival e Melt! Festival. Nel mese di settembre tennero un tour negli Stati Uniti con i DIIV.
Nel dicembre del 2016 la band tornò in studio con il produttore Erol Alkan per produrre un nuovo album. Il disco, dal titolo Weather Diaries, fu pubblicato il 16 giugno 2017 e anticipato dai singoli Charm Assault, Home Is a Feeling e All I Want.
Il 16 febbraio 2018 pubblicarono un nuovo EP dal titolo Tomorrow's Shore, in versione digitale e vinile a tiratura limitata, preceduto dal singolo Pulsar, uscito due mesi prima. 
Nel marzo 2019 la band comunicò di aver concluso, ancora una volta con il produttore Erol Alkan, la produzione del sesto album in studio, This Is Not A Safe Place, pubblicato il 16 agosto successivo. I singoli che anticiparono l'uscita furono Future Love (uscito il 23 aprile 2019) e Repetition (3 luglio 2019).
Nel 2022 i Ride si esibirono al Primavera Sound Festival, eseguendo i brani degli album Going Blank Again e Nowhere per intero in due giorni separati.
L'11 gennaio 2024 i Ride hanno pubblicato il singolo Peace Sign e annunciato un nuovo album, Interplay, uscito il 29 marzo.

## Formazione
- Andy Bell – chitarra, voce (1988-1996, 2014-presente)
- Mark Gardener – voce, chitarra ritmica (1988-1996, 2014-presente)
- Steve Queralt – basso (1988-1996, 2014-presente)
- Laurence Colbert – batteria (1988-1996, 2014-presente)

## Discografia

### Album studio
| Album                    | Data di pubblicazione | Pos. in classifica |
| ------------------------ | --------------------- | ------------------ |
| Nowhere                  | 15 ottobre 1990       | #11 (UK)           |
| Going Blank Again        | 9 marzo 1992          | #5 (UK)            |
| Carnival of Light        | 20 giugno 1994        | #5 (UK)            |
| Tarantula                | 20 marzo 1996         | #21(UK)            |
| Weather Diaries          | 16 giugno 2017        | #11 (UK)           |
| This Is Not a Safe Place | 16 agosto 2019        | #7 (UK), 78 (AUS)  |
| Interplay                | 29 marzo 2024         | -                  |

### Compilation e album live
- 1990 - Smile (Sire/Creation)
- 1991 - Kaleidoscope (Sire)
- 1992 - Grasshopper (Sire/Warner Bros.)
- 1994 - Cosmic Carnival (Sire)
- 1995 - Live Light (Mutiny/Elektra)
- 2001 - Ride (Box Set) (Ignition)
- 2001 - OX4 The Best of Ride (Ignition)
- 2001 - Firing Blanks Unreleased Ride Recordings 1988–95 (Ignition)
- 2001 - Live Reading Festival 1992
- 2003 - Waves (BBC Radio One sessions) (The First Time)
- 2018 - Tomorrow's Shore (Wichita)
- 2022 - 4EPs (Wichita)

### Singoli ed EP
| Anno | Titolo                             | Posizioni in classifica | Posizioni in classifica | Album                    |
| Anno | Titolo                             | Official Singles Chart  | US Alt                  | Album                    |
| 1990 | Ride EP                            | #71                     |                         |                          |
| 1990 | Play EP                            | #32                     |                         |                          |
| 1990 | Fall EP                            | #34                     |                         |                          |
| 1991 | "Taste"                            |                         | #24                     | Nowhere                  |
| 1991 | "Vapour Trail"                     |                         |                         | Nowhere                  |
| 1991 | Today Forever EP                   | #14                     |                         |                          |
| 1992 | "Leave Them All Behind"            | #9                      | #20                     | Going Blank Again        |
| 1992 | "Twisterella"                      | #36                     | #12                     | Going Blank Again        |
| 1993 | "Union City Blue"                  |                         |                         |                          |
| 1994 | "Birdman"                          | #38                     |                         | Carnival of Light        |
| 1994 | "How Does It Feel to Feel?"        | #58                     |                         | Carnival of Light        |
| 1994 | "I Don't Know Where It Comes From" | #46                     |                         | Carnival of Light        |
| 1994 | Live EP                            |                         |                         |                          |
| 1996 | "Black Nite Crash"                 | #67                     |                         | Tarantula                |
| 2002 | Coming Up For Air EP               |                         |                         |                          |
| 2017 | "Charm Assault"                    |                         |                         | Weather Diaries          |
| 2017 | "Home Is a Feeling"                |                         |                         | Weather Diaries          |
| 2017 | "All I Want"                       |                         |                         | Weather Diaries          |
| 2017 | "Cali"                             |                         |                         | Weather Diaries          |
| 2017 | Pulsar                             |                         |                         |                          |
| 2018 | Tomorrow's Shore EP                |                         |                         |                          |
| 2019 | "Future Love"                      |                         |                         | This Is Not A Safe Place |
| 2019 | "Repetition"                       |                         |                         | This Is Not A Safe Place |
| 2019 | "Clouds of Saint Marie"            |                         |                         | This Is Not A Safe Place |

### Video
- Today Forever (1991)
- Live At Brixton Academy (1992)